# Димо Тодоровски
Димо Тодоровски (Солун, 1910 – Скопље, 1983) био је  македонски уметник, вајар и универзитетски професор. Школовао се у Београду. Сматра се зачетником македонског вајарства.

## Биографија
Две године након његовог рођења, породица се вратила у Прилеп, одакле је потицала породица. Године 1917. умире му отац, а од 1920. до 1929. године боравио је у Југословенском дому за ратну сирочад у Битољу.
У периоду 1929–1935 похађао је уметничку школу у Београду. Од 1945. до 1979. године допринео је формирању уметничке школе у Скопљу и постао један од првих професора. Са професорког места се пензионисао 1979. године.
Био је и један од оснивача Уметничке галерије у Скопљу 1949. године. Он је1969. изабран је за дописног члана Македонске академије наука и уметности.
Његов уметнички стил варирао је између лирског и епског драмског и реалистичког академског третмана форме.
Током свог живота реализовао је велики број скулптура различитих формата, портрета и многе јавне споменике широм земље.
Дела Тодоровског су део националне колекције Музеја савремене уметности у Скопљу.
Његов најпознатији је споменик на Мечкином камену у Крушеву, који је постао један од националних симбола Републике Северне Македоније.
Сматра се зачетником македонског вајарства.